# Pedro Miguel de Heredia
Pedro Miguel de Heredia (Toledo, 1579 - † Madrid, 23 de marzo de 1655) fue un médico español, considerado un galenista moderno. Médico de cámara de Felipe IV

## Biografía
Nació en Toledo, en 1579. En 1594 inició sus estudios en la Universidad de Alcalá, obteniendo el grado de bachiller en medicina en el año 1603, el de licenciado en 1607 y el de doctor en 1608. En 1619 se incorpora a dicha Universidad como catedrático de anatomía, y desde 1623 fue titular de la cátedra de Prima, hasta que en 1643 fue nombrado médico de cámara de Felipe IV. Los escritos de Heredia y los textos de sus lecciones fueron recogidos después de su muerte por su discípulo Pedro Barea de Astorga; bajo el título de "Opera Medicinalia" fueron publicados por vez primera en 1665, en cuatro gruesos volúmenes que alcanzaron tres reediciones.
Heredia fue la más temprana de las grandes figuras del galenismo "moderado" en la España de mediados del siglo XVII. De forma parecida a Gaspar Bravo de Sobremonte, Gaspar Caldera de Heredia y otros autores de esta mentalidad, aceptó algunos elementos de las corrientes modernas, pero como meras rectificaciones del sistema galénico tradicional. Había asimilado la tradición médica complutense encabezada por Francisco Valles a través de su maestro Pedro García Carrero, aunque los aspectos renovadores del galenismo "hipocratista" vigente en Alcalá en las décadas centrales de la centuria anterior habían quedado diluidos por el retorno al escolasticismo propio de la Contrarreforma. De todas formas, dentro del marco de las doctrinas tradicionales, Heredia mantuvo una notable apertura y una gran independencia de criterio.
Falleció en Madrid, el 23 de marzo de 1655.

## Obras
Entre las novedades que aparecen en sus obras se encuentra la oposición a la doctrina clásica de la generación espontánea. Afirma que llegó de modo independiente a la conclusión de que "ningún ser animado nace espontáneamente, sin simiente suya, y que es ridícula la teoría de los antiguos, que suponían que todos los nacidos sin cópula de macho y hembra procedían de la putrefacción". Más tarde, la lectura de varios autores modernos confirmó esta opinión.
Los principales elementos modernos incorporados por Heredia procedían del paracelsismo, que asimiló a través del ecléctico Daniel Sennert. Por una parte, como todos los autores de su mentalidad, aceptó plenamente el uso de los medicamentos químicos e incluso la interpretación quemiátrica de la acción del opio y otros remedios tradicionales. Por otra, fue el más abierto de los galenistas "moderados" españoles de su tiempo en lo relativo a la introducción de explicaciones iatroquímicas en los saberes patológicos. En este contexto usó con frecuencia el concepto central de "fermentatio" y defendió claramente la teoría "tartárica", en lugar de la humoral, al exponer el origen de los cálculos urinarios. También fue fundamentalmente quemiátrica su interpretación de la acción curativa de la quina, que conoció en Madrid en casa del conde de Chinchón, y de la que fue uno de los primeros estudiosos.

## Opera Medicinalia
1. El primer volumen está dedicado íntegramente a uno de los temas que más interesaron a Heredia, las fiebres. Desarrollando ideas de Jean Fernel, formuló su teoría original del "foco pútrido", que suponía la negación de las fiebres esenciales, ya que no aceptaba que existiera fiebre "sin lesión de alguna parte interna, que esté excesivamente destemplada u obstruida o padezca un incendio inflamatorio". Dicha teoría se oponía a la concepción de Galeno de las fiebres "hécticas", oposición que ilustró subrayando la relación entre la fiebre de los tísicos y las lesiones pulmonares. El mismo volumen incluye excelentes estudios de numerosas enfermedades febriles, entre ellas el tifus exantemático ("tabardillo") y la angina diftérica ("garrotillo").[7]
2. El segundo volumen contiene los comentarios de Heredia a las Epidemias de Hipócrates. Procedentes de sus lecciones, se caracterizan por atenerse principalmente a la observación clínica en una línea similar al galenismo "hipocratista" del siglo anterior, aunque algunos casos son interpretados desde una perspectiva "fermentativa".
3. El tercer volumen se ocupa de las enfermedades agudas e incluye, además, un escrito sobre el sueño y la vigilia, y un tratado sobre el delirio. Este último, que ha sido detenidamente analizado por Peset Llorca, ofrece una teoría original acerca de la naturaleza del delirio y sus causas dentro de los supuestos del galenismo, de la psicología y de la filosofía aristotélico-tomista.
4. El cuarto volumen comprende dos tratados: uno sobre diversas enfermedades particulares, en el que destaca una amplia exposición sobre los tubérculos pulmonares, y otro sobre afecciones ginecológicas.[8]